# Большой и Малый Телескопы Гершеля (созвездия)

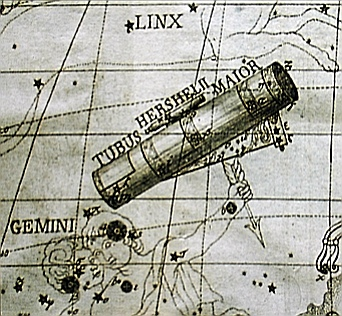
Большой Телескоп Гершеля над Близнецами

Большой Телескоп Гершеля (лат. Telescopium Herschelii Major, Tubus Herschelii Major) и Малый Телескоп Гершеля (лат. Telescopium Herschelii Minor, Tubus Herschelii Minor) — отменённые созвездия северного полушария неба. Предложены Максимилианом Хеллем в 1789 году. Хелль назвал их в честь астрономических инструментов Гершеля: Малый — в честь 7-футового и Большой — 20-футового рефлекторов. 

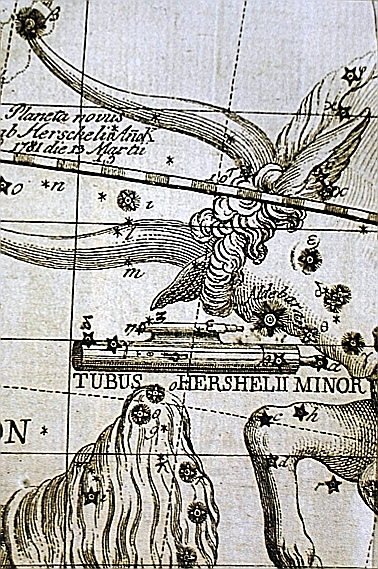
Малый Телескоп Гершеля под головой Тельца

Созвездия располагались: Малый — под головой Тельца, Большой — между Рысью, Возничим и Близнецами, и обрамляли область, где Гершель открыл планету Уран в 1781 году.
Созвездия не были популярны среди астрономов и ныне не входят в список созвездий.